# Caranguejeira-rosa-salmão-brasileira

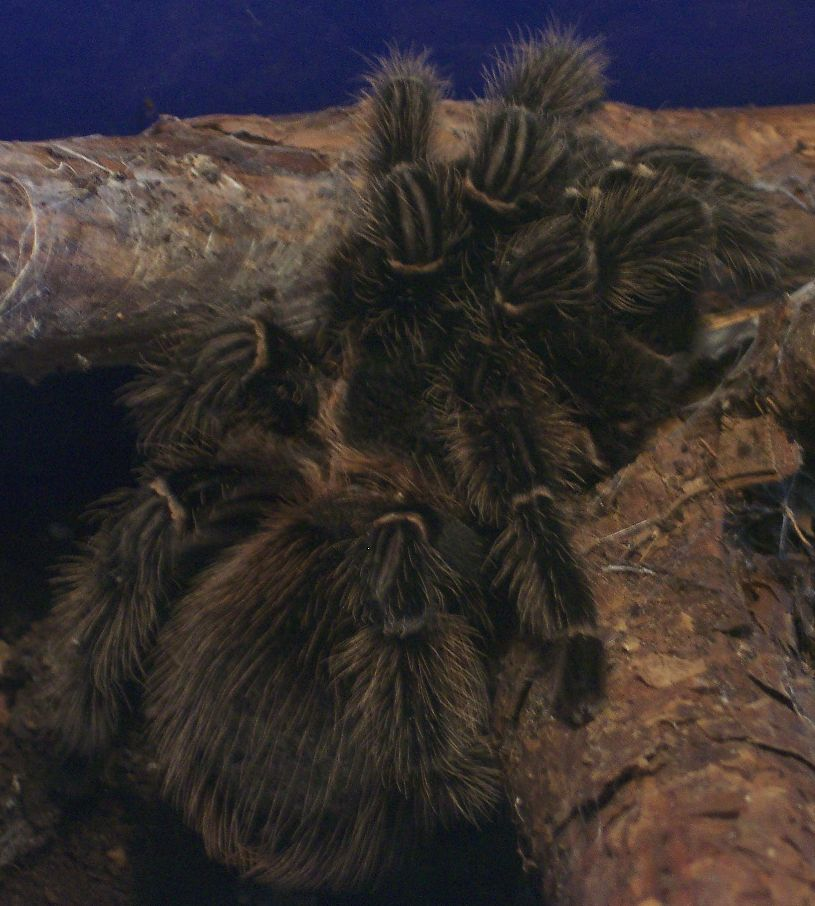
Lasiodora parahybana

A caranguejeira-rosa-salmão-brasileira (Lasiodora parahybana) deve seu nome à sua coloração peculiar e por ser originária da parte oriental do Nordeste Brasileiro, onde é endêmica. É uma espécie reconhecida como a segunda maior tarântula do mundo, depois apenas da Aranha-golias-comedora-de-pássaros, que habita a floresta amazônica.

## Características
De comportamento agressivo, não representa contudo muitos riscos ao homem adulto. Possui veneno relativamente fraco, incapaz de matar um homem adulto, e sua maior ameaça estaria nos pelos urticantes que a envolvem, embora tenha picada dolorosa, em virtude do tamanho de suas longas quelíceras.
As fêmeas vivem de dez a quinze anos, e os machos correm o risco de morrer na cópula, porque a fêmea costuma comê-los após o ato de acasalamento. São aracnídeos que atingem maturidade sexual por volta dos três ou quatro anos. Quando novas não são muito grandes mas chegam a medir até 25 cm de comprimento na idade adulta. Podem comer baratas, gafanhotos, grilos, lagartixas, besouros, pequenos roedores, além de também terem comportamento canibalístico.
Vivem em tocas rasteiras, as quais são encontradas disponíveis ou são escavadas pelos próprios indivíduos e revestidas por uma fina camada de teia. Preferem ambientes úmidos com temperatura por volta dos 25 °C e umidade a 70-80%.
Essa tarântula não é indicada para quem é iniciante na criação de aranhas (como hobby), por serem muito rápidas, grandes e poderem liberar seus pêlos sob uma situação de estresse.

## Habitat
A Lasiodora parahybana foi originalmente descoberta e descrita em 1917 na região de Campina Grande, Estado da Paraíba, pelo zoólogo Cândido Firmino de Melo Leitão.
Em 2004, pesquisadores do Laboratório de Biologia Celular e Molecular da Universidade Federal de Ouro Preto concluíram, após uma varredura no DNA de várias espécies de aracnídeos de grande porte, que, embora as toxinas do veneno da Lasiodora parahybana sejam muito similares às de outras caranguejeiras, é fato que ela se trate de uma espécie à parte, sendo endêmica do Nordeste brasileiro, de onde provém seu nome científico Lasiodora parahybana.